# Wayne Simmonds
Wayne Simmonds (Scarborough, 26 agosto 1988) è un hockeista su ghiaccio canadese.
Gioca per i Toronto Maple Leafs nella National Hockey League. Noto ai compagni di squadra con il soprannome Simmer. È uno dei pochi giocatori di colore nella NHL. Molti dei suoi fan gli hanno dato il soprannome "Night-Train Wayne" ovvero Wayne il treno della notte.

## Carriera
Simmonds è nato e cresciuto a Scarborough, in Ontario, ed è il terzo di quattro figli. Nonostante abitasse vicino alla sede dei Toronto Maple Leafs, Simmonds si è sempre dichiarato tifoso dei Detroit Red Wings. A 16 anni Wayne ha giocato nell'hockey giovanile per i Toronto Jr. Canadiens nella stagione 2004-2005. Si trasferisce poi ai Braves Brockville della Junior A Central Hockey League. Ha concluso la sua carriera junior nell'Ontario Hockey League dal 2006 al 2008. Simmonds giocando nei Toronto Jr. Canadiens diventò amico di Chris Stewart un altro giocatore di colore della National Hockey League. I due acquistarono una casa a Toronto per le vacanze. Simmonds è stato scelto dai Los Angeles Kings nel 2008. Il 14 ottobre 2008 segnò il suo primo goal in National Hockey League. Durante la sua stagione da Rookie Simmonds è diventato uno dei preferiti dai tifosi dei Kings per la sua forte etica di lavoro fuori dal ghiaccio. Nella stagione 2009-2010 segnò 40 punti raddoppiandoli rispetto a quelli della stagione precedente.